# Matafao Peak National Natural Landmark
Matafao Peak National Natural Landmark är nationalpark i Amerikanska Samoa (USA).   Den ligger i distriktet Östra distriktet, i den västra delen av landet, 2 km söder om huvudstaden Pago Pago. Matafao Peak National Natural Landmark ligger 614 meter över havet. Den ligger på ön Tutuila Island.